# Nội Duệ
Nội Duệ là một xã thuộc huyện Tiên Du, tỉnh Bắc Ninh, Việt Nam.
Xã Nội Duệ có diện tích 5,01 km², dân số năm 2019 là 15.312 người, mật độ dân số đạt 3056 người/km².

## Địa lý
Xã Nội Duệ nằm ở phía Bắc của huyện Tiên Du, tỉnh Bắc Ninh. Xã có vị trí, ranh giới:
- Phía bắc giáp với xã Phú Lâm
- Phía đông giáp với thị trấn Lim
- Phía nam giáp với các xã Hoàn Sơn và xã Liên Bão
- Phía tây giáp phường Tương Giang, thành phố Từ Sơn.

## Hành chính
Xã Nội Duệ gồm có 4 thôn là: thôn Đình Cả, thôn Lộ Bao, thôn Duệ Nam và thôn Duệ Khánh.

## Giao thông
Xã Nội Duệ nằm giữa hai con đường song hành đường sắt Hà Nội - Lạng Sơn và đường Quốc lộ 1 cũ. Nội Duệ cách trung tâm Thành phố Hà Nội khoảng 22 km và cách Thành phố Bắc Ninh 8 km.
Hệ thống xe buýt: 54, 203, 212.

## Văn hóa
Xã có các di tích lịch sử văn hóa cấp quốc gia và cấp tỉnh như: Đền, chùa Cổ Lũng (Đình Cả), chùa Cổ Châu, đình làng Duệ Khánh (Duệ Khánh), chùa Cổ Vân, đình làng Duệ Nam (Duệ Nam), đình làng Lộ Bao (Lộ Bao), Lăng (sinh thần) và nhà thờ quận công Đỗ Nguyễn Thụy, Đền Cổ Lũng nên thu hút nhiều khách du lịch đến tham quan. Đặc biệt vào ngày 12,13 âm lịch tháng 1 hàng năm xã Nội Duệ, thị trấn Lim, xã Liên Bão tổ chức lễ hội Lim (1 trong 18 lễ hội lớn nhất Việt Nam) thu hút khách du lịch bốn phương về trẩy hội. Nội Duệ là chiếc nôi của dân ca quan họ Bắc Ninh, là quê hương của quận công Đỗ Nguyễn Thuỵ - một người con ưu tú của quê hương Kinh Bắc, có công xây dựng và phát triển quê hương, đất nước.Lăng của ông được đặt tại trung tâm của thôn Đình Cả đó là xóm Lăng, thu hút rất nhiều khách tham quan du lịch để tìm hiểu lịch sử.

## Kinh tế
Nội Duệ có nền kinh tế phát triển rất đa dạng. Ngoài việc sản xuất nông nghiệp, cấy lúa thì trước đây xã có nghề dệt nhưng nay đã mai một. Nghề xây dựng công trình phát triển ở hầu khắp các thôn và đây cũng là nghề đóng góp phần lớn cho việc ổn định và phát triển kinh tế hộ gia đình của xã. Ngoài ra một phần của khu công nghiệp Tiên Sơn nằm trên địa bàn xã đã giải quyết được việc làm ổn định cho lao động xã và nhiều lao động đến từ các địa phương khác. Do nhu cầu về nhà ở, ăn uống, sinh hoạt, vui chơi... cho các công nhân đến từ xa làm việc tại khu công nghiệp nên có rất nhiều dịch vụ phục vụ công nhân sinh hoạt mở ra ở xã. Các dịch vụ phục vụ sinh hoạt, giải trí, cửa hàng, quán ăn... không chỉ mọc lên ở ven Quốc lộ 1 cũ mà còn vào cả trong thôn.